# Reid Carruthers
Pour les articles homonymes, voir Carruthers.
Reid Carruthers est un curleur canadien né le 30 décembre 1984 à Winnipeg.

## Biographie
Reid Carruthers remporte la médaille d'or au Championnat du monde de curling masculin 2011 à Regina et la médaille d'argent au Championnat du monde double mixte de curling 2017 à Lethbridge.